# Mesargus castanea
Mesargus castanea är en insektsart som beskrevs av Kuoh 1986. Mesargus castanea ingår i släktet Mesargus och familjen dvärgstritar. Inga underarter finns listade i Catalogue of Life.